# Lusèrna e Sant Joan
|  | No s'ha de confondre amb Luserna. |

Lusèrna Sant Joan (italià Luserna San Giovanni, piemontès Luserna San Gioann) és un municipi italià, situat a la ciutat metropolitana de Torí, a la regió del Piemont. L'any 2007 tenia 7.867 habitants. Està situat a la Vall Pèlis, una de les Valls Occitanes. Limita amb els municipis d'Angruenha, Bagnolo Piemonte (Cuneo), Bibiana, Bricairàs, Lusernetta, Rorà i Torre Pellice.

## Administració
| Període | Identitat    | Partit         |
| ------- | ------------ | -------------- |
| 2004-   | Livio Bruera | Centreesquerra |

## Personatges il·lustres
- Lucio Malan, polític de la Lliga Nord.

## Agermanaments
- Prievidza, Eslovàquia
- Savina lo Lac, Provença-Alps-Costa Blava
- Colonia Valdense, Uruguai